# Voronizke, Vasîlkivka
Voronizke (în ucraineană Воронізьке) este un sat în așezarea urbană Pîsmenne din raionul Vasîlkivka, regiunea Dnipropetrovsk, Ucraina.

## Demografie
Componența lingvistică a localității Voronizke
     Ucraineană (100%)
Conform recensământului din 2001, toată populația localității Voronizke era vorbitoare de ucraineană (100%).